# Xalet Costa Font
El Xalet Costa Font és una obra historicista de Camprodon (Ripollès) inclosa a l'Inventari del Patrimoni Arquitectònic de Catalunya.

## Descripció
Edificació construïda a l'avinguda Maristany on s'han inclòs elements neogòtics i una gran porta adovellada a manera d'una pairalia gòtica de reduïdes dimensions i amb les parets de materials del país.
Potser el més destacable seria que malgrat l'eclecticisme de l'obra no desfigura la imatge del conjunt de l'avinguda Maristany. Com a totes les construccions d'aquesta avinguda és de fer notar l'ajardinament que l'envolta.